# Николо-Эдома
Николо-Эдома — село Николо-Эдомского сельского округа Артемьевского сельского поселения Тутаевского района Ярославской области.

## География
Николо-Эдома стоит на правом, северо-восточном берегу реки Эдома, несколько выше впадения в неё реки Малая Эдома. К северо-западу, ниже по течению, практически соприкасаясь с Николо-Эдомой, стоит деревня Сельцо. На том же берегу, на расстоянии около 1 км к северу стоит деревня Ионовское, которая стоит уже ниже устья Малой Эдомы. На другом берегу Эдомы, напротив Ионовского стоит деревня Омелино, через которую можно попасть в деревню Столбищи, наиболее крупную деревню в окрестностях с развитой инфраструктурой, центр крупного сельскозяйственного предприятия. В противоположную сторону на расстоянии около 1 км к юго-востоку расположена деревня Ефимово, дорога через неё ведёт к селу Ваулово. К востоку от Николо-Эдомы и к юго-западу за рекой Эдомой находятся обширные лесные массивы.

## История
В селе была Богоявленская церковь, построення в 1753 году на средства владедьца села Ваулово полковника Афанасия Ивановича Алябьева и госпожи Евдокии Ивановны Качиковой. Кирпичная холодная церковь имела два придела: теплый во имя Сурдегской Божьей матери и во имя Святого Николая Мирликийского. В настоящее время храм разрушен, сохранилась колокольня.
На плане Генерального межевания Борисоглебского уезда 1792 года указан Никольский погост. В 1825 Борисоглебский уезд был объединён с Романовским уездом. По сведениям 1859 года Никольское что на Эдоме относилось к Романово-Борисоглебскому уезду.
Село было центром сельсовета. В Ярославском архиве хранятся дела за 1924—1954 гг. Видимо, в 1954 году сельсовет был ликвидирован.

## Население
| 1859 | 2002 | 2007 | 2010 |
| ---- | ---- | ---- | ---- |
| 27   | ↘3   | ↗4   | ↘3   |

На 1 января 2007 года в селе Николо-Эдома числилось 4 постоянных жителя. По карте 1975 г. в селе жило 14 человек.

### Известные жители
- Егоров, Михаил Николаевич (1918—1999) — старший мастер Сызранской ТЭЦ , Герой Социалистического Труда (1966).
- Маров, Игорь Николаевич (р. 1933) — химик, лауреат премии имени Л. А. Чугаева (1973).

## Инфраструктура
Почтовое отделение, находящееся в деревне Столбищи, обслуживает в селе Николо-Эдома 6 домов.